# Мохова Рахманка
Мохо́ва Рахма́нка (рос. Моховая Рахманка, ерз. Моховая Рахманка) — село у складі Торбеєвського району Мордовії, Росія. Входить до складу Красноармійського сільського поселення.
Населення — 25 осіб (2010; 41 у 2002).
Національний склад станом на 2002 рік:
- росіяни — 88 %